# Liste der Biografien/Ll
Liste der Biografien |
Portal Biografien |
Personensuche
# |
A |
B |
C |
D |
E |
F |
G |
H |
I |
J |
K |
L |
M |
N |
O |
P |
Q |
R |
S |
T |
U |
V |
W |
X |
Y |
Z |
?
 
La |
Lb |
Lc |
Le |
Lg |
Lh |
Li |
Lj |
Ll |
Lm |
Lo |
Lp |
Lt |
Lu |
Lv |
Lw |
Lx |
Ly |
Lz
Die Liste der Biografien führt alle Personen auf, die in der deutschsprachigen Wikipedia einen Artikel haben. Dieses ist eine Teilliste mit 291 Einträgen von Personen, deren Namen mit den Buchstaben „Ll“ beginnt.

## Ll
- LL Cool J (* 1968), US-amerikanischer Rapper und SchauspielerLL Cool J (* 1968)

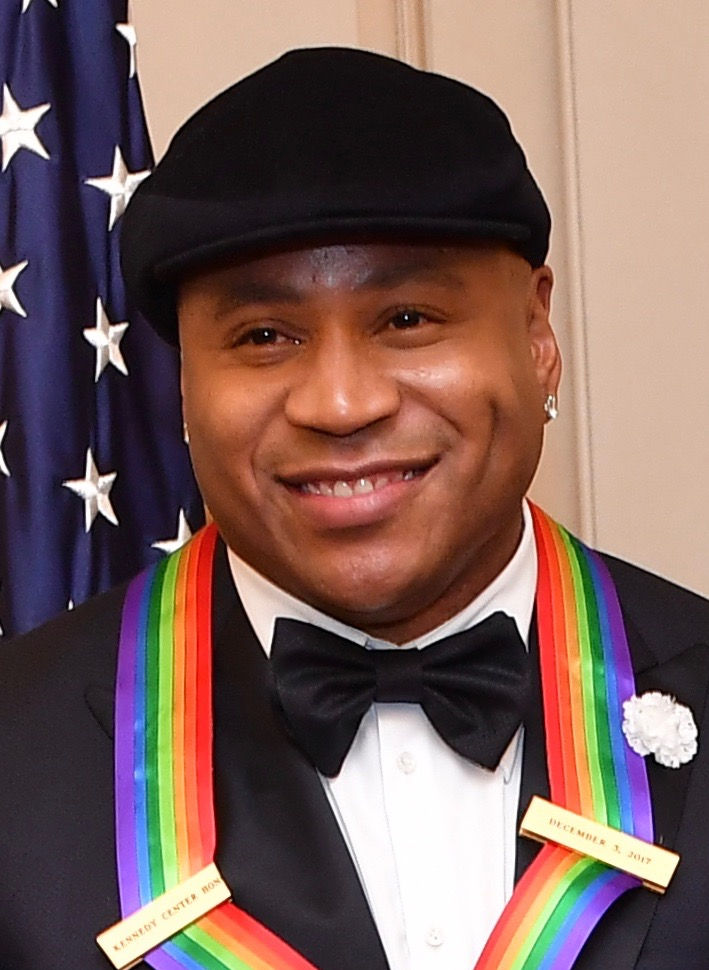
LL Cool J (* 1968)

- LL, Natalia (1937–2022), polnische Künstlerin

### Lla
- Llabres Herrera, Patricia (* 1996), spanische Volleyballspielerin
- Llàcer, Àngel (* 1974), spanischer Schauspieler und Regisseur
- Llach, Lluís (* 1948), spanischer Musiker und Liedermacher
- Lladó Lumbera, Jaime (1916–2001), spanischer Schachspieler
- Llado, Joalsiae (* 1974), französische Langstreckenläuferin
- Lladó, Juan (* 1996), uruguayischer Fußballspieler
- Llagostera Vives, Nuria (* 1980), spanische Tennisspielerin
- Llagostera, Isa (1946–2009), deutsche Künstlerin
- Llakaj, Agron (* 1960), albanischer Komiker, Moderator und Sänger
- Llalloshi, Edona (* 1979), kosovarisch-albanische Pop-Sängerin
- Llama, Cristian (* 1986), argentinischer Fußballspieler
- Llamas Ruiz, Pablo (* 2002), spanischer Tennisspieler
- Llamas, Ángel Romero (1932–2007), mexikanischer Radrennfahrer
- Llamazares, Gaspar (* 1957), spanischer Abgeordneter
- Llamazares, Julio (* 1955), spanischer Autor
- Llambí, Benito Pedro (1907–1997), argentinischer Diplomat und Politiker
- Llambí, Francisco (1788–1837), uruguayischer Politiker
- Llambi, Joachim (* 1964), spanischer Tanzsportler und FernsehmoderatorJoachim Llambi (* 1964)

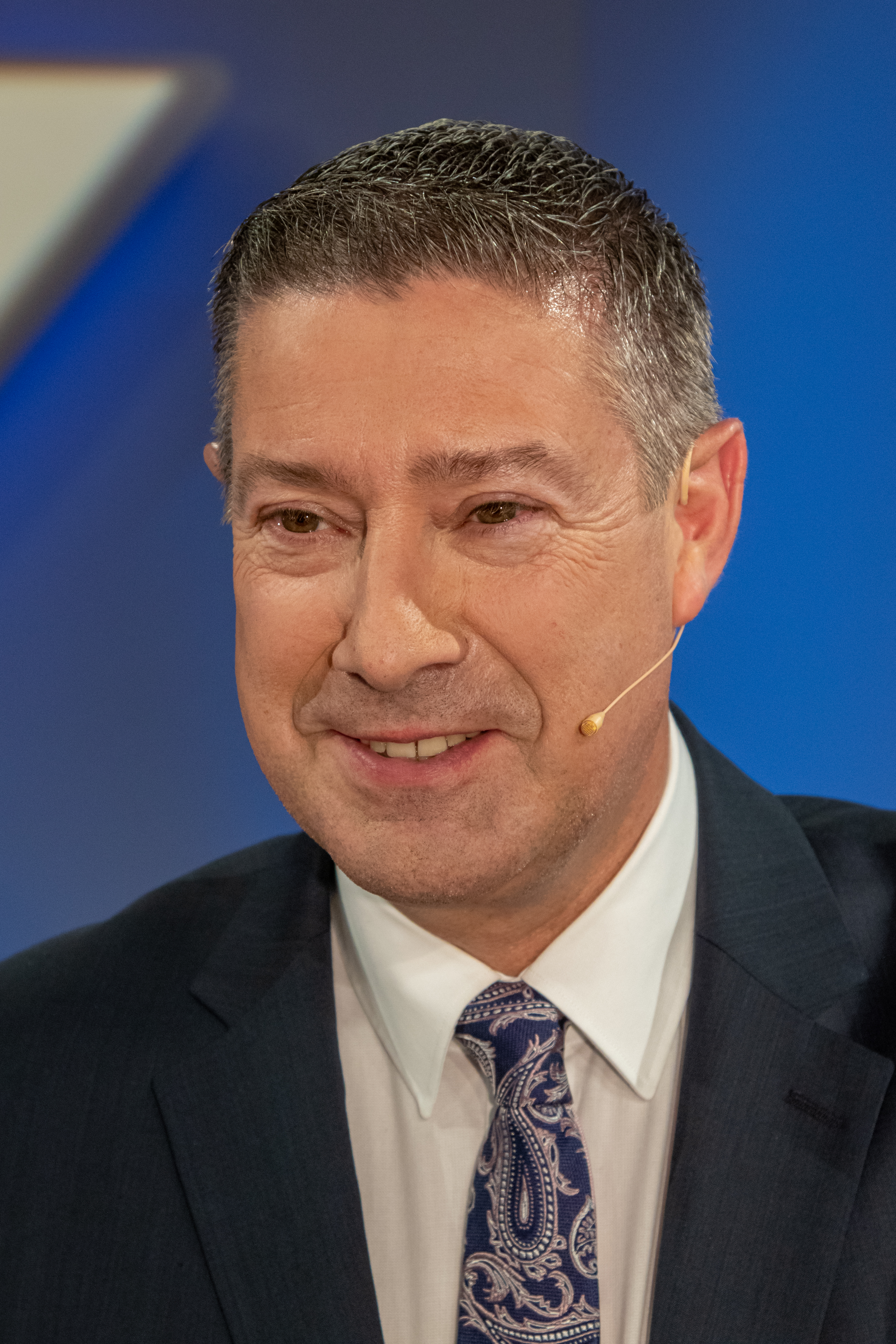
Joachim Llambi (* 1964)

- Llambias, Facundo (* 2004), uruguayischer Motorradrennfahrer
- Llamosa, Carlos (* 1969), US-amerikanischer Fußballspieler
- Llamozas, Salvador (1854–1940), venezolanischer Pianist, Komponist und Musikjournalist
- Llaneras, Joan (* 1969), spanischer Radrennfahrer
- Llanes, Emiliano (* 1995), uruguayischer Fußballspieler
- Llanez, Ulysses (* 2001), US-amerikanischer Fußballspieler
- Llano Cifuentes, Rafael (1933–2017), mexikanischer Geistlicher, römisch-katholischer Bischof von Nova Friburgo
- Llano Ruiz, Alonso (1931–2015), kolumbianischer Geistlicher, Bischof von Istmina-Tadó
- Llano, Beatrice Nedberge (* 1997), norwegische Hammerwerferin
- Llano, Eduardo del (* 1962), kubanischer Schriftsteller und Filmregisseur
- Llanos y Valdés, Sebastián de († 1677), spanischer Maler
- Llanos, Amparo (* 1965), spanische Sängerin und Gitarristin
- Llanos, Cristina (* 1975), spanische Sängerin und Gitarristin
- Llanos, Eneko (* 1976), baskischer Triathlet
- Llanos, Fernando de los, spanischer Maler der Renaissance
- Llanos, Hektor (* 1972), baskischer Triathlet
- Llanos, Ibai (* 1995), spanischer Streamer, YouTuber und E-Sport-KommentatorIbai Llanos (* 1995)

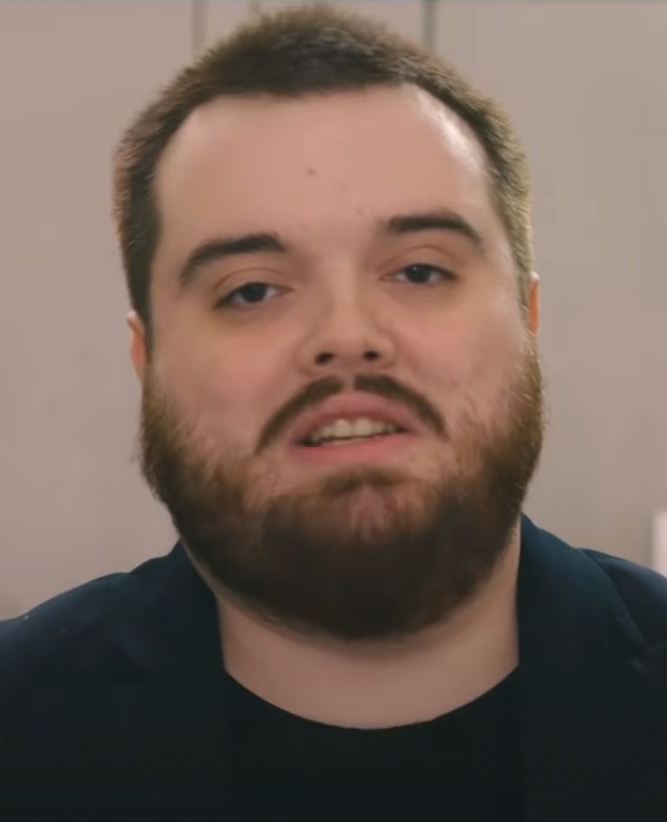
Ibai Llanos (* 1995)

- Llanos, Jorge, argentinischer Poolbillardspieler
- Llanos, Robert (* 1958), trinidadischer Geistlicher und römisch-katholischer Bischof von St. John’s-Basseterre
- Llanos-Farfan, Raphael (* 1982), deutscher American-Football-Spieler
- Llanque, Marcus (* 1964), deutscher Politikwissenschaftler
- Llansana, Enric (* 2001), katalanisch-niederländischer Fußballspieler
- Llansol, Maria Gabriela (1931–2008), portugiesische Schriftstellerin und Übersetzerin
- Llantén, Misael (* 1999), chilenischer Fußballspieler
- Llarena, Pablo (* 1963), spanischer Richter
- Llaudy Pupo, Lisandra (* 1988), kubanische Schachspielerin
- Llauradó i Torné, Martí (* 1947), katalanischer Singer-Songwriter
- Llave, Ignacio de la (1818–1863), mexikanischer Militär und Gouverneur

### Lle
- Lleision ap Morgan Gam, Lord von Afan (Südwales)
- Llense, René (1913–2014), französischer Fußballspieler
- Lleó, Conxita (* 1943), spanische Romanistin
- Lleras Camargo, Alberto (1906–1990), kolumbianischer Politiker, Präsident von Kolumbien (1945–1946 und 1958–1962) sowie Generalsekretär der OAS
- Lleras Restrepo, Carlos (1908–1994), kolumbianischer Politiker, Präsident von Kolumbien (1966–1970)
- Llerena, Hernán (1928–2010), peruanischer Radrennfahrer
- Lleshanaku, Luljeta (* 1968), albanische Dichterin
- Lleshi, Haxhi (1913–1998), albanischer Präsident
- Lletget, Sebastian (* 1992), US-amerikanischer Fußballspieler
- Llewellin, John, 1. Baron Llewellin (1893–1957), britischer Politiker und Offizier, Unterhausabgeordneter und Peer
- Llewellyn, Alun (1903–1987), britischer Schriftsteller
- Llewellyn, Charlie (1876–1964), südafrikanischer Cricketspieler
- Llewellyn, Dylan (* 1992), britischer SchauspielerDylan Llewellyn (* 1992)

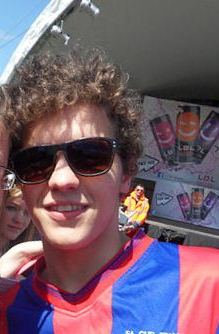
Dylan Llewellyn (* 1992)

- Llewellyn, Frederick B. (1897–1971), US-amerikanischer Elektrotechniker
- Llewellyn, Gareth (* 1969), walisischer Rugbyspieler
- Llewellyn, Harry (1911–1999), britischer Springreiter und Olympiasieger
- Llewellyn, Jack (1914–1988), britischer Jazzmusiker
- Llewellyn, Karl (1893–1962), US-amerikanischer Jurist
- Llewellyn, Ralph (* 1960), US-amerikanisch-deutscher Informatiker und Fantasy-Autor
- Llewellyn, Richard (1906–1983), walisischer Schriftsteller
- Llewellyn, Roddy (* 1947), britischer Adliger, Gartengestalter, Journalist, Autor und Fernsehmoderator
- Llewellyn, Sam (* 1948), britischer Schriftsteller
- Llewelyn, Desmond (1914–1999), britischer SchauspielerDesmond Llewelyn (1914–1999)

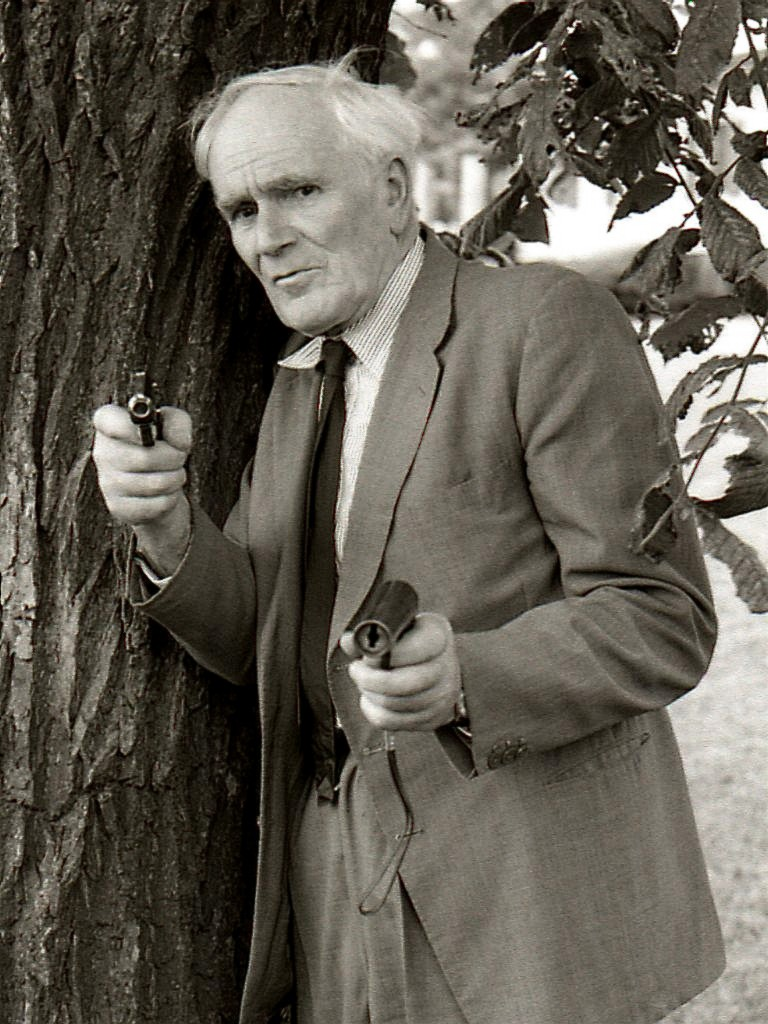
Desmond Llewelyn (1914–1999)

- Llewelyn, John Dillwyn (1810–1882), britischer Botaniker und Pionier auf dem Gebiet der Fotografie
- Llewelyn, Robert Baxter (1845–1919), britischer Kolonialverwalter
- Llewelyn, Thereza Dillwyn (1834–1926), walisische Astronomin und Fotografin
- Llewelyn-Davies, Annie, Baroness Llewelyn-Davies of Hastoe (1915–1997), britische Politikerin, Mitglied des House of Commons
- Llewelyn-Davies, Richard, Baron Llewelyn-Davies (1912–1981), britischer Architekt und Stadtplaner

### Lli
- Llimona i Benet, Rafael (1896–1957), katalanischer Maler
- Llimona i Bruguera, Joan (1860–1926), katalanischer Maler
- Llimona i Bruguera, Josep (1864–1934), katalanischer Bildhauer
- Llimona i Raymat, Mercè (1914–1997), katalanische Kinderbuchillustratorin
- Llimona i Raymat, Núria (1917–2011), katalanische Malerin
- Llinás, Rodolfo (* 1934), kolumbianisch-US-amerikanischer Neurowissenschaftler
- Llistosella, Marc (* 1967), deutscher Manager und CEO Tata Motors
- Lliurat i Carreras, Frederic (1876–1956), katalanischer Pianist, Musikkritiker, Musiktheoretiker und Komponist
- Lliuya, Saúl Luciano (* 1980), peruanischer Kleinbauer, Bergführer und Umweltaktivist

### Llo
- Llobell, Lou (* 1995), Schauspielerin
- Llobet, Antoni (* 1960), spanischer Chemiker
- Llobet, Miguel (1878–1938), spanischer Gitarrist und Komponist
- Llodra, Michaël (* 1980), französischer TennisspielerMichaël Llodra (* 1980)

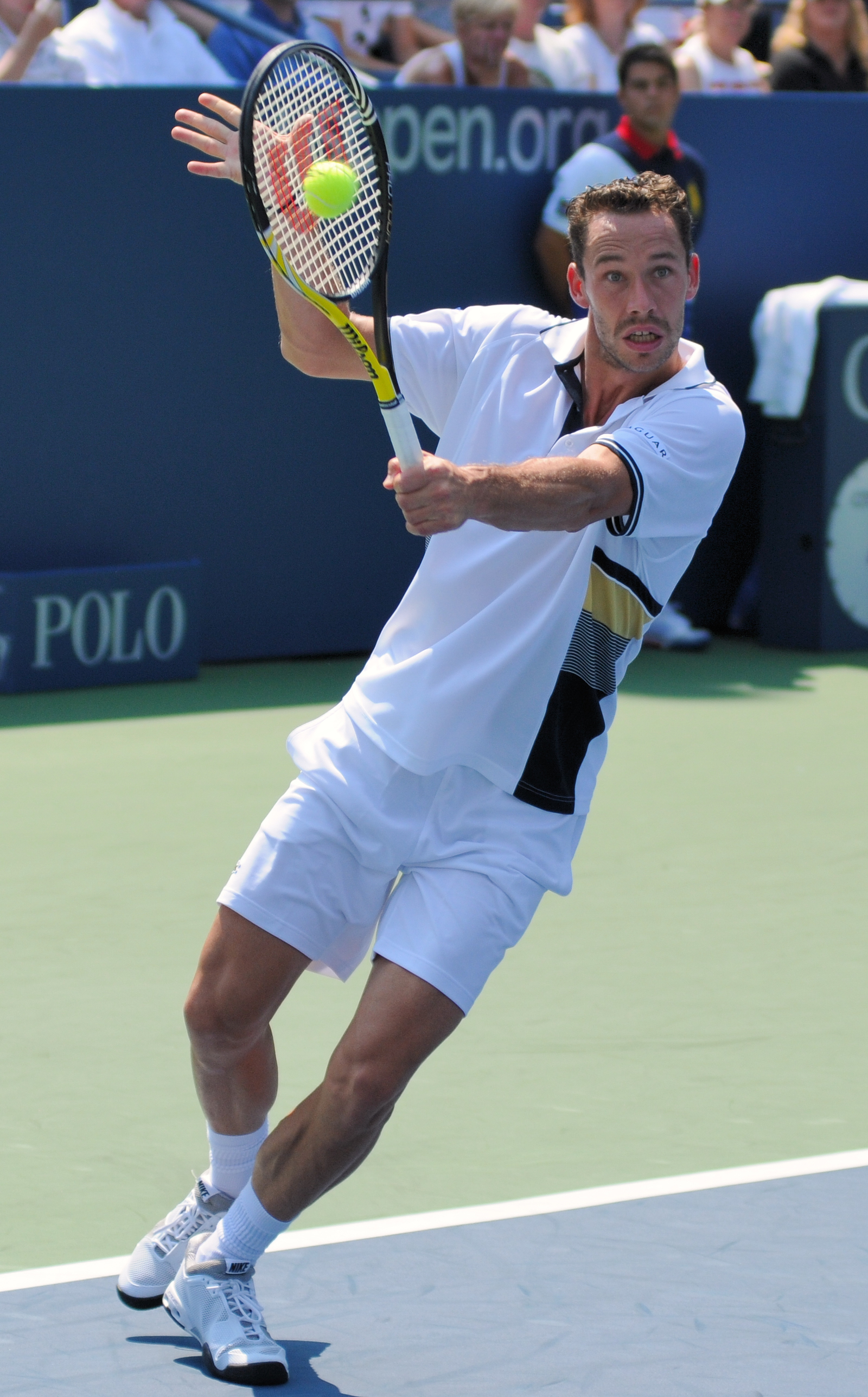
Michaël Llodra (* 1980)

- Llompart, José (1930–2012), spanischer Jesuit, Rechtswissenschaftler und Hochschullehrer
- Llompart, Josep Maria (1925–1993), spanischer Dichter katalanischer Sprache, Romanist und Katalanist
- Llompart, Miquel (1916–1976), spanischer Radrennfahrer
- Llop, Juan Manuel (* 1963), argentinischer Fußballspieler und -trainer
- Llop, Pilar (* 1973), spanische Juristin, Politikerin und Ministerin
- Llopart, Jorge (1952–2020), spanischer Geher
- Llopis, Enrique (* 2000), spanischer Hürdenläufer
- Llopis, Sergio (* 1978), spanischer Badmintonspieler
- Lloque Yupanqui, dritter Inka-Herrscher
- Llorach, Gaëtan (* 1974), französischer Skirennläufer
- Lloreda Caicedo, Rodrigo (1942–2000), kolumbianischer Politiker
- Llorens i Artigas, Josep (1892–1980), spanischer (katalanischer) Keramiker und Kunstkritiker
- Llorens Torres, Luis (1876–1944), puerto-ricanischer Autor und Politiker
- Llorens, Joan Baptista (1897–1937), spanischer Radrennfahrer
- Llorens, Ramon (1906–1985), spanischer Fußballtorwart und -trainer
- Llorens, Robert (* 1956), französischer Fußballspieler
- Llorens, Vicente (1906–1979), spanischer Romanist und Hispanist, der in den Vereinigten Staaten wirkte
- Llorente i Olivares, Teodor (1836–1911), valencianischer Dichter katalanischer und spanischer Sprache
- Llorente, Diego (* 1993), spanischer Fußballspieler
- Llorente, Fernando (* 1985), spanischer Fußballspieler
- Llorente, Joseba (* 1979), spanischer Fußballspieler
- Llorente, Juan Antonio (1756–1823), spanischer Kleriker, Politiker und Historiker
- Llorente, Julián (* 1915), argentinischer Kugelstoßer
- Llorente, Marcos (* 1995), spanischer Fußballspieler
- Llorente, Paco (* 1965), spanischer Fußballspieler
- Llorenti, Sacha (* 1972), bolivianischer Politiker
- Lloret i Homs, Joaquim (1890–1988), spanischer Architekt katalanischer Herkunft
- Lloret, Manuel (* 1981), spanischer Radrennfahrer
- Lloris y de Borja, Francisco (1470–1506), Kardinal der katholischen Kirche
- Lloris, Gautier (* 1995), französischer Fußballspieler
- Lloris, Hugo (* 1986), französischer FußballtorwartHugo Lloris (* 1986)

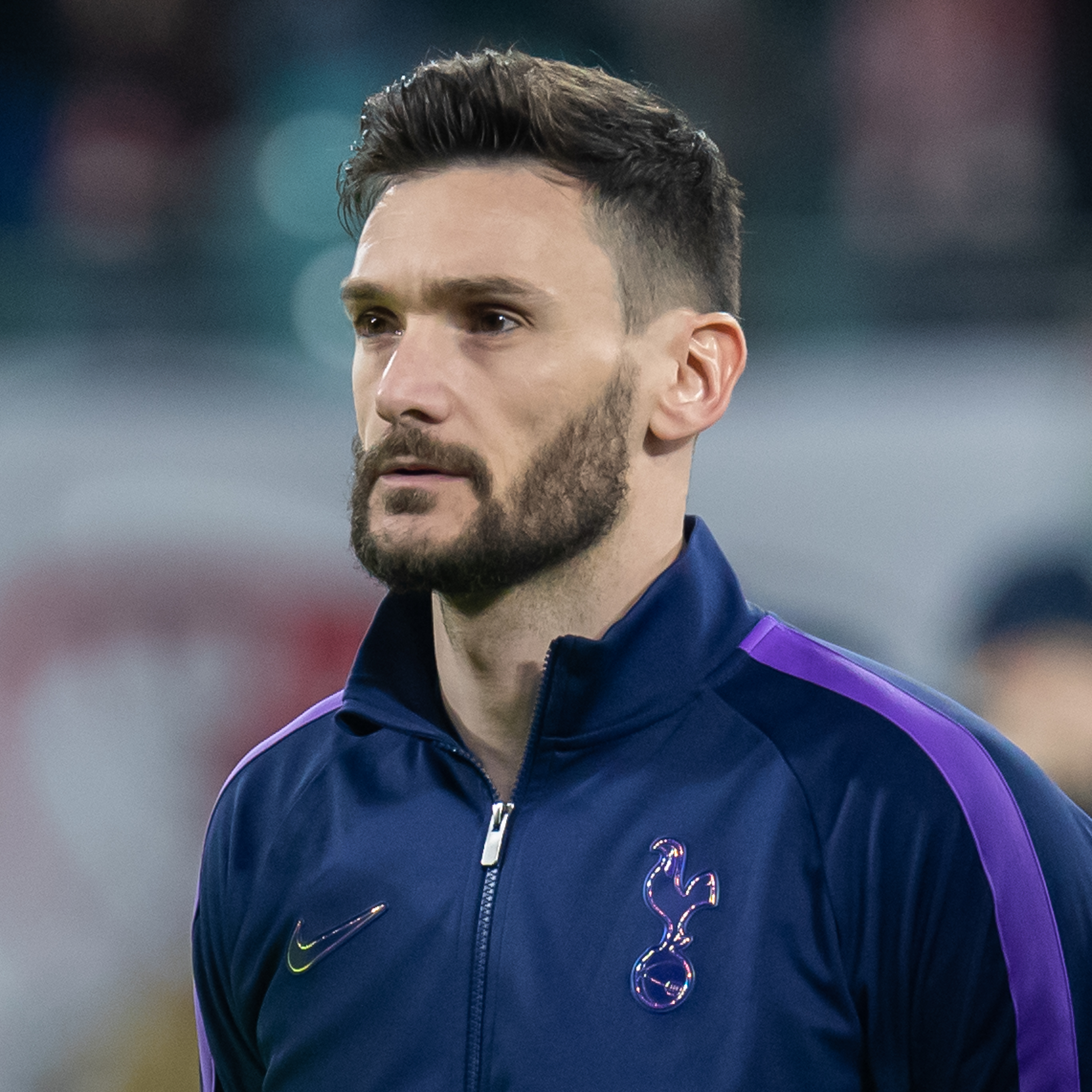
Hugo Lloris (* 1986)

- Llosa, Claudia (* 1976), peruanische Filmregisseurin, Drehbuchautorin und Produzentin
- Llosa, Luis (* 1951), peruanischer Filmregisseur
- Lloshi, Xhevat (* 1937), albanischer Forscher im Bereich Albanologie/Balkanologie
- Llossas, Juan (1900–1957), spanischer Musiker
- Llovera, Cristina (* 1996), andorranische Sprinterin
- Llovera, Max (* 1997), andorranischer Fußballspieler
- Lloyd (* 1986), US-amerikanischer R&B-Sänger
- Lloyd George, David (1863–1945), britischer Politiker, Mitglied des House of Commons
- Lloyd George, Gwilym, 1. Viscount Tenby (1894–1967), britischer Politiker (Liberal Party), Mitglied des House of Commons
- Lloyd George, Megan Arvon (1902–1966), walisische Politikerin
- Lloyd George, Owen, 3. Earl Lloyd-George of Dwyfor (1924–2010), britischer Peer und Politiker
- Lloyd George, William, 3. Viscount Tenby (1927–2023), britischer Politiker und Manager
- Lloyd Pack, Charles (1902–1983), britischer Schauspieler
- Lloyd Still, Alicia (1869–1944), englische Krankenschwester und Präsidentin des International Council of Nurses
- Lloyd Webber, Andrew (* 1948), britischer KomponistAndrew Lloyd Webber (* 1948)

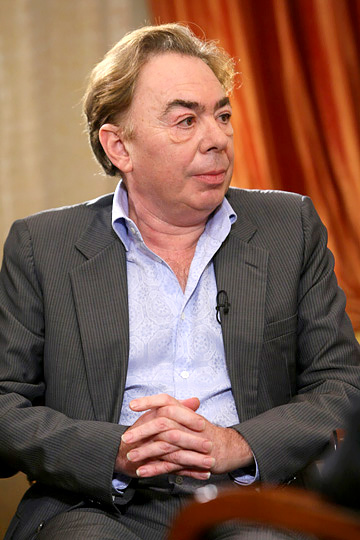
Andrew Lloyd Webber (* 1948)

- Lloyd Webber, Julian (* 1951), englischer Cellist
- Lloyd Webber, William (1914–1982), britischer Komponist
- Lloyd, A. Wallis (* 1962), deutschamerikanischer Autor walisischer Abstammung
- Lloyd, Alan (* 1944), britischer Radrennfahrer
- Lloyd, Alex (* 1984), britischer Rennfahrer
- Lloyd, Alexander, 2. Baron Lloyd (1912–1985), britischer Peer, Bankier und Politiker
- Lloyd, Alwyn († 2006), walisischer Snookerspieler
- Lloyd, Andrea (* 1965), US-amerikanische Basketballspielerin
- Lloyd, Andrew (* 1959), australischer Langstreckenläufer
- Lloyd, Andria (* 1971), jamaikanische Sprinterin
- Lloyd, Anthony, Baron Lloyd of Berwick (1929–2024), britischer Richter
- Lloyd, Art (1897–1954), US-amerikanischer Kameramann
- Lloyd, Bernhard (* 1960), deutscher Musiker und Mitbegründer der Synthie-Pop-Band Alphaville sowie der Elektropop-Band Atlantic PopesBernhard Lloyd (* 1960)

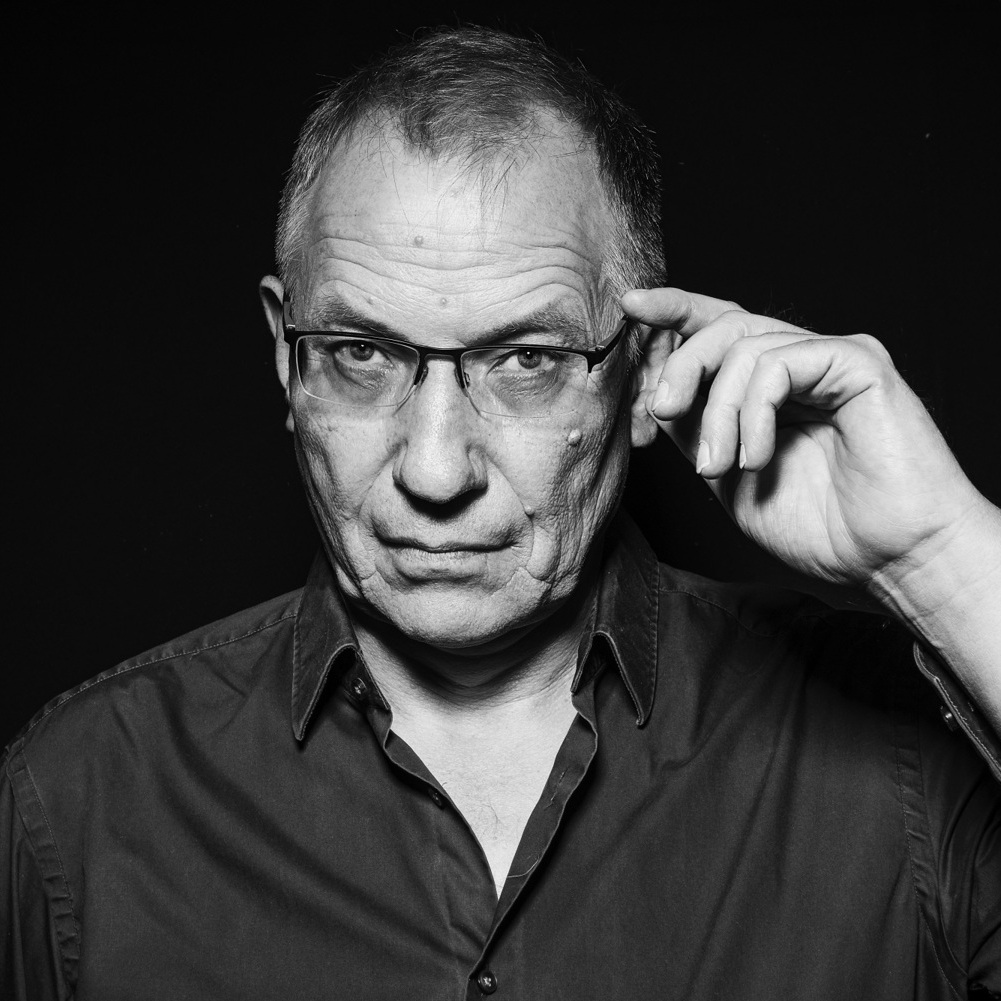
Bernhard Lloyd (* 1960)

- Lloyd, Bill (* 1923), US-amerikanischer Autorennfahrer
- Lloyd, Carli (* 1982), US-amerikanische Fußballspielerin
- Lloyd, Carli (* 1989), US-amerikanische Volleyballspielerin
- Lloyd, Carys (* 2006), britische Radsportlerin
- Lloyd, Charles (1927–1995), britischer Ruderer
- Lloyd, Charles (* 1938), US-amerikanischer Jazzmusiker
- Lloyd, Cher (* 1993), britische Sängerin
- Lloyd, Christopher (1906–1986), britischer Marinehistoriker
- Lloyd, Christopher (* 1938), US-amerikanischer SchauspielerChristopher Lloyd (* 1938)

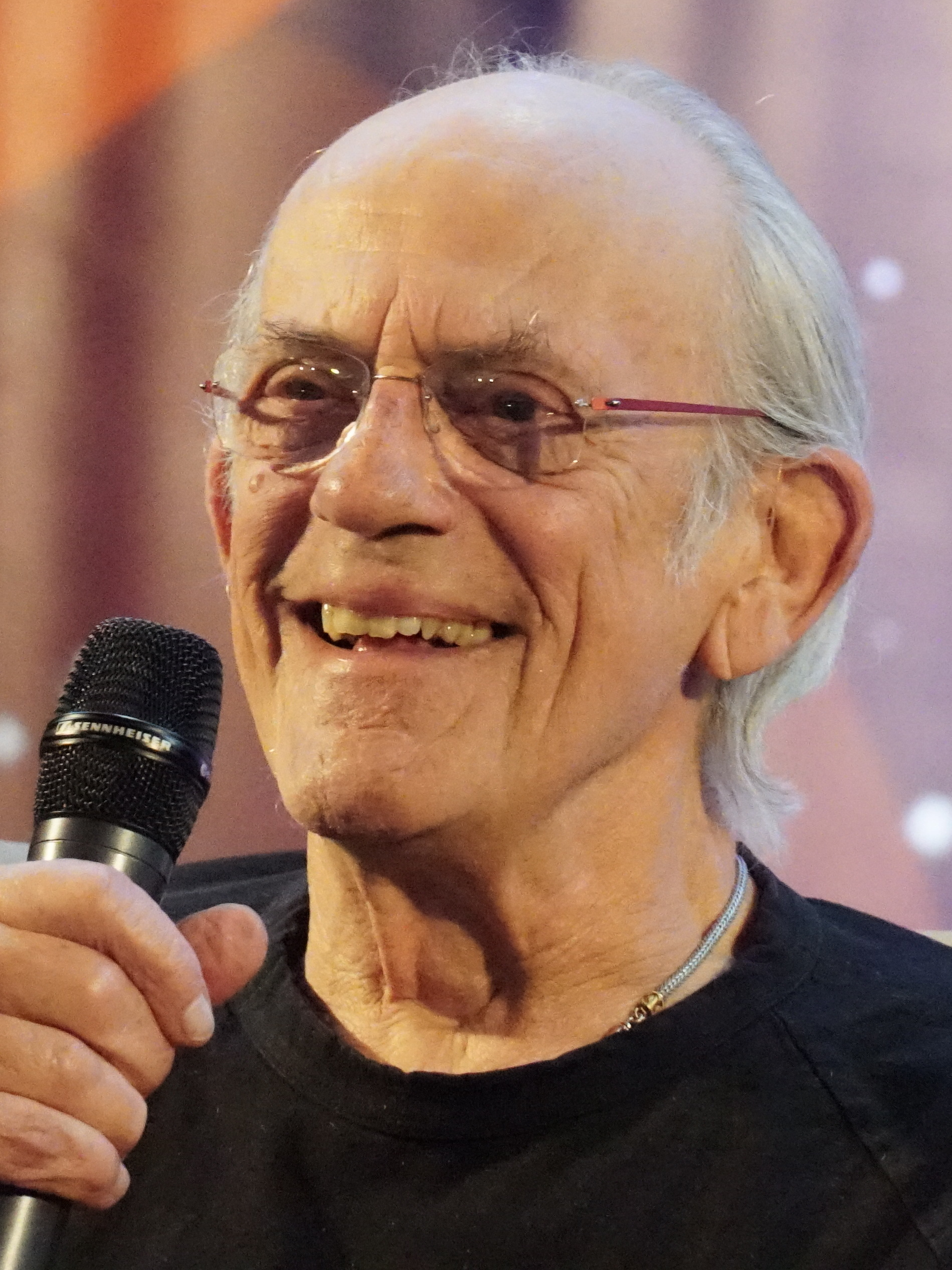
Christopher Lloyd (* 1938)

- Lloyd, Christopher (* 1960), US-amerikanischer Drehbuchautor und Produzent
- Lloyd, Clive (* 1944), guyanischer Cricketspieler
- Lloyd, Colin (* 1973), englischer Dartspieler
- Lloyd, Daniel (* 1980), britischer Radrennfahrer
- Lloyd, Danny (* 1972), US-amerikanischer Kinderdarsteller
- Lloyd, Dave (* 1949), britischer Radrennfahrer
- Lloyd, David (1912–1969), walisischer Sänger
- Lloyd, David (* 1948), britischer Tennisspieler
- Lloyd, David (* 1950), britischer Comiczeichner
- Lloyd, David (* 1965), englischer Squashspieler
- Lloyd, Dennis (* 1993), israelischer Musiker
- Lloyd, Dennis, Baron Lloyd of Hampstead (1915–1992), britischer Jurist, Hochschullehrer, Sachbuchautor und Politiker
- Lloyd, Devin (* 1998), US-amerikanischer American-Football-Spieler
- Lloyd, Doris (1896–1968), britische SchauspielerinDoris Lloyd (1896–1968)

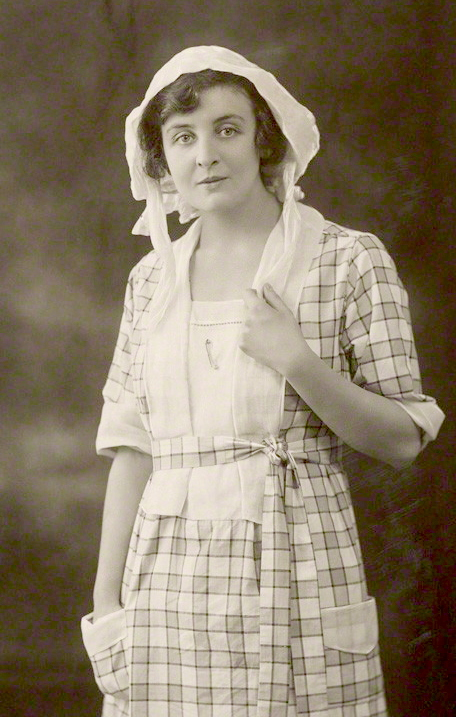
Doris Lloyd (1896–1968)

- Lloyd, Earl (1928–2015), US-amerikanischer Basketballspieler, der 1950 als erste Afroamerikaner in der NBA spielte, und Basketballtrainer
- Lloyd, Edward († 1713), britischer Besitzer des Lloyd’s Coffee House
- Lloyd, Edward (1670–1718), britischer Kolonialgouverneur der Province of Maryland
- Lloyd, Edward (1744–1796), US-amerikanischer Politiker
- Lloyd, Edward (1779–1834), US-amerikanischer Politiker
- Lloyd, Elisabeth (* 1956), US-amerikanische Biophilosophin
- Lloyd, Emily (* 1970), britische Schauspielerin
- Lloyd, Emily Ann (* 1984), US-amerikanische Kinderdarstellerin
- Lloyd, Eric (* 1986), US-amerikanischer Schauspieler
- Lloyd, Euan (1923–2016), britischer Filmproduzent
- Lloyd, Frank (1886–1960), britisch US-amerikanischer Schauspieler, Regisseur und Produzent
- Lloyd, Frank (* 1952), britischer Hornist
- Lloyd, Geoffrey (* 1933), englischer Wissenschafts- und Medizinhistoriker
- Lloyd, Geoffrey, Baron Geoffrey-Lloyd (1902–1984), britischer Politiker (Conservative Party), Mitglied des House of Commons
- Lloyd, George (1913–1998), englischer Komponist
- Lloyd, George, 1. Baron Lloyd (1879–1941), britischer Politiker, Mitglied des House of Commons
- Lloyd, Graeme (* 1967), australischer Baseballspieler
- Lloyd, Griffith († 1586), englischer Jurist und Hochschullehrer
- Lloyd, Guy, 1. Baronet (1890–1987), britischer Offizier und Politiker
- Lloyd, Harold (1893–1971), US-amerikanischer Schauspieler
- Lloyd, Harry (* 1983), britischer SchauspielerHarry Lloyd (* 1983)

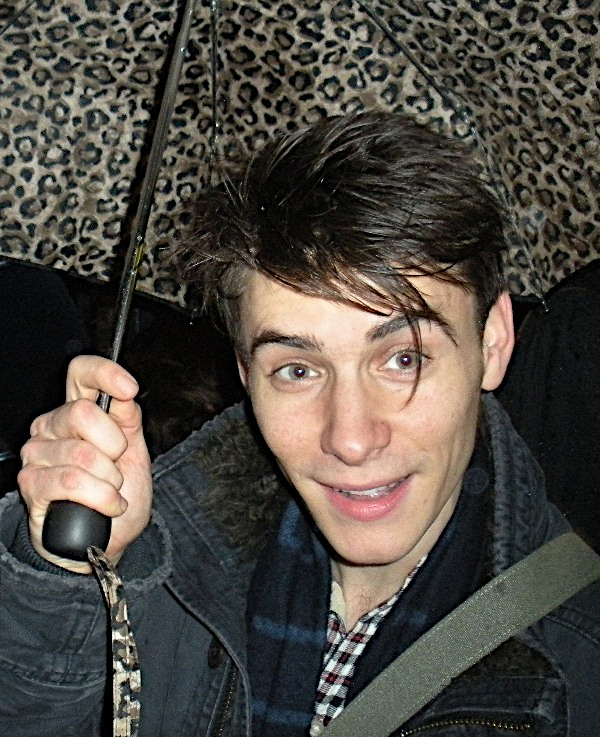
Harry Lloyd (* 1983)

- Lloyd, Henry († 1783), walisischer Soldat und Militärschriftsteller
- Lloyd, Henry (1852–1920), US-amerikanischer Politiker, Gouverneur von Maryland
- Lloyd, Hiram (1875–1942), US-amerikanischer Politiker
- Lloyd, Hugh Pughe (1894–1981), britischer Offizier der Royal Air Force
- Lloyd, Humphrey (1800–1881), britischer Physiker
- Lloyd, Hywel (* 1985), britischer Automobilrennfahrer
- Lloyd, Jake (* 1989), US-amerikanischer Schauspieler
- Lloyd, James (1745–1820), US-amerikanischer Politiker (Föderalistische Partei)
- Lloyd, James (1769–1831), US-amerikanischer Politiker (Föderalistische Partei)
- Lloyd, James (1939–2013), britischer Boxer
- Lloyd, James F. (1922–2012), US-amerikanischer Politiker
- Lloyd, James Tilghman (1857–1944), US-amerikanischer Politiker
- Lloyd, Jeremy (1930–2014), britischer Dramatiker, Schauspieler, Drehbuchautor, Autor, Executive Producer, Film- und Fernsehschauspieler
- Lloyd, Jerry (1920–1994), US-amerikanischer Jazz-Trompeter und Pianist
- Lloyd, Joella (* 2002), antiguanische Sprinterin
- Lloyd, John (1914–1982), britischer Diplomat
- Lloyd, John (* 1943), walisischer Rugbyspieler und -trainer
- Lloyd, John (* 1951), britischer Autor und Produzent
- Lloyd, John (* 1954), britischer Tennisspieler und SportkommentatorJohn Lloyd (* 1954)

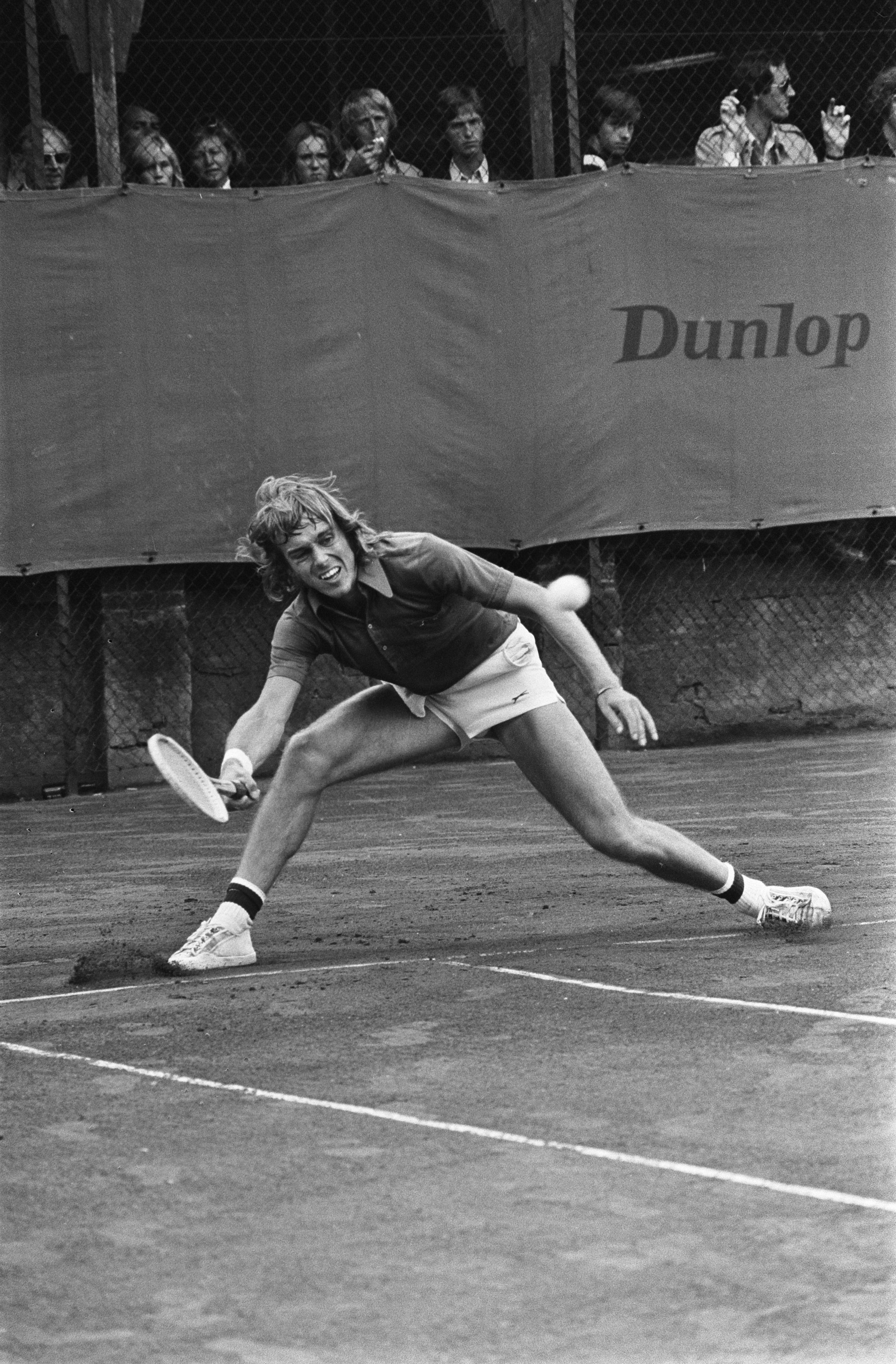
John Lloyd (* 1954)

- Lloyd, John Augustus (1800–1854), britischer Diplomat und Bauingenieur
- Lloyd, John Bedford (* 1956), US-amerikanischer Schauspieler
- Lloyd, John Edward (1861–1947), britischer Historiker der walisischen Geschichte
- Lloyd, John J. (1922–2014), US-amerikanischer Filmarchitekt
- Lloyd, John Uri (1849–1936), US-amerikanischer Apotheker und Autor
- Lloyd, John William (1857–1940), US-amerikanischer Anarchist und Vertreter des individualistischen Anarchismus
- Lloyd, Jonathan (* 1948), britischer Komponist
- Lloyd, Julia (1867–1955), englisch-britische Lehrerin und Aktivistin für vorschulische Bildung
- Lloyd, June, Baroness Lloyd of Highbury (1928–2006), britische Pädiaterin
- Lloyd, Kathleen (* 1948), US-amerikanische Schauspielerin
- Lloyd, Larry (1948–2024), englischer Fußballspieler und -trainer
- Lloyd, Lucy (1834–1914), englische Sprachwissenschaftlerin
- Lloyd, Manon (* 1996), britische RadsportlerinManon Lloyd (* 1996)

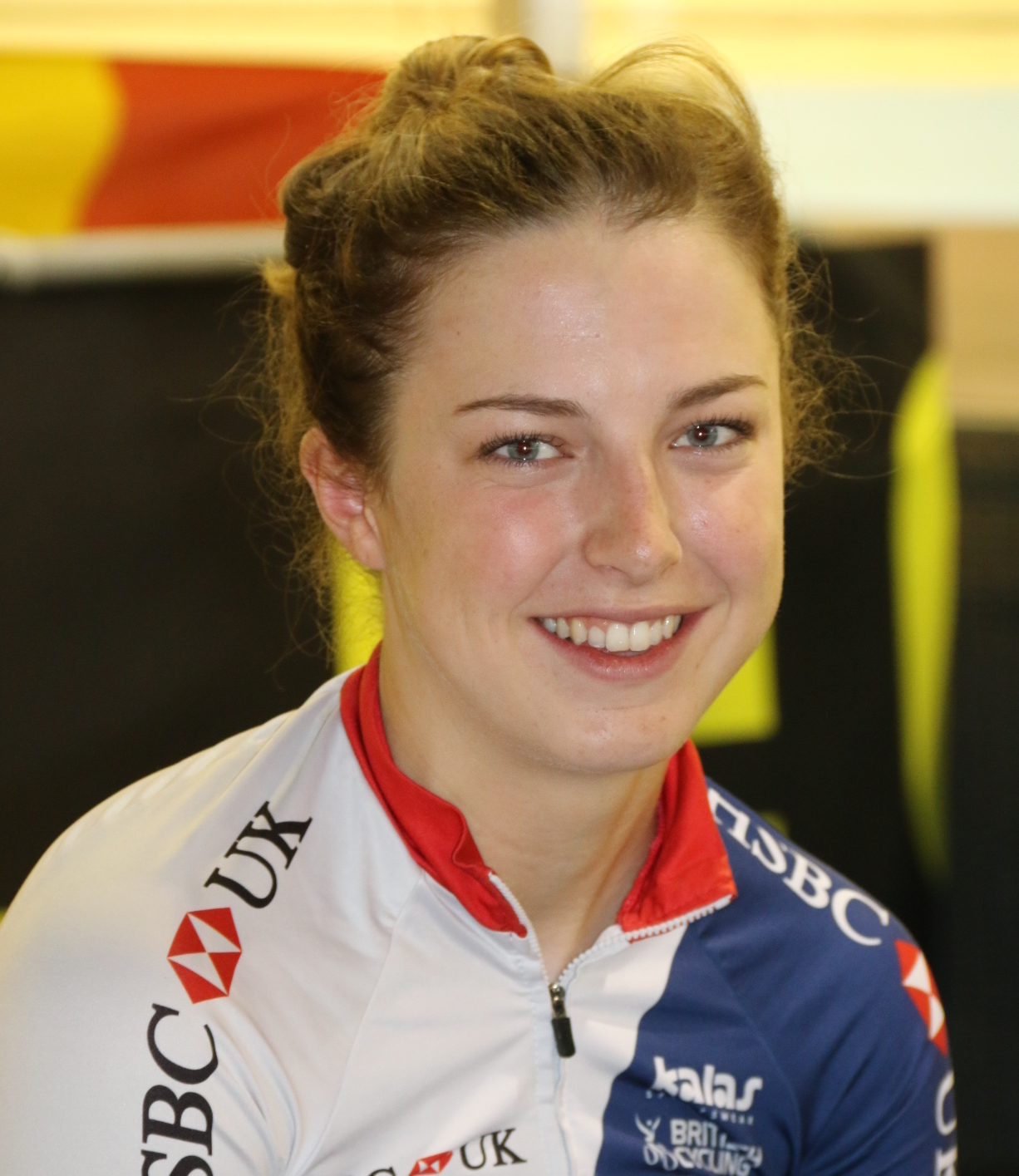
Manon Lloyd (* 1996)

- Lloyd, Marie (1870–1922), britische Sängerin und Unterhaltungskünstlerin
- Lloyd, Marilyn (1929–2018), US-amerikanische Politikerin
- Lloyd, Marshall Burns (1858–1927), US-amerikanischer Erfinder und Unternehmer
- Lloyd, Matthew (* 1983), australischer Radrennfahrer
- Lloyd, Matthew J., kanadischer Fotograf und Kameramann
- Lloyd, Neil (* 1966), antiguanischer Radrennfahrer
- Lloyd, Nigel (* 1961), barbadisch-britischer Basketballspieler
- Lloyd, Norman (1914–2021), US-amerikanischer Regisseur, Produzent und SchauspielerNorman Lloyd (1914–2021)

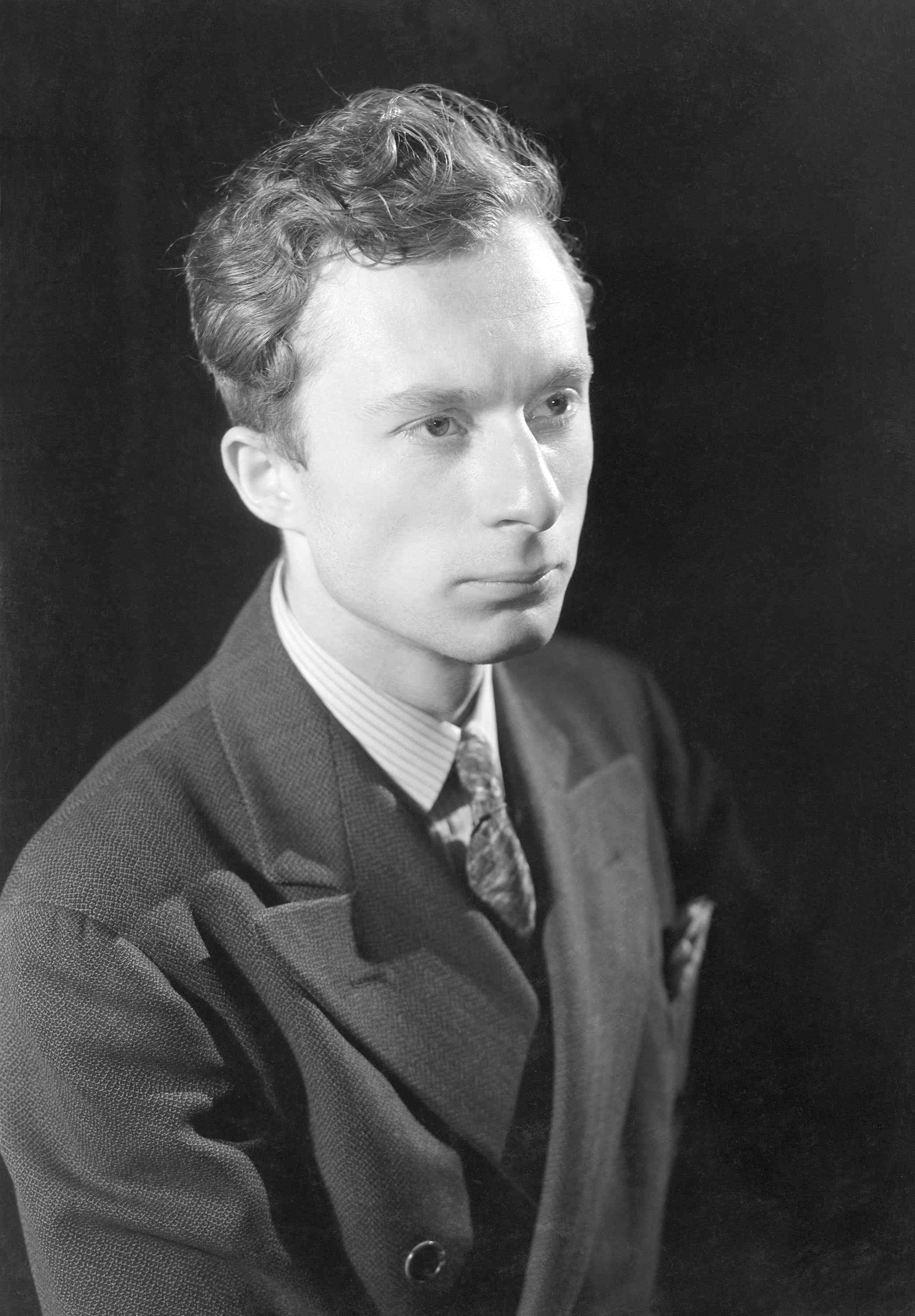
Norman Lloyd (1914–2021)

- Lloyd, Oscar (* 1997), britischer Schauspieler
- Lloyd, Paul M. (1929–2007), US-amerikanischer Romanist, Hispanist und Linguist
- Lloyd, Peter (* 1937), neuseeländischer Wirtschaftswissenschaftler
- Lloyd, Peter (* 1949), australischer Turner und Olympiateilnehmer
- Lloyd, Phyllida (* 1957), britische Film- und Theaterregisseurin
- Lloyd, Rachel (1839–1900), US-amerikanische Chemikerin und Hochschullehrerin
- Lloyd, Rhys (* 1989), walisischer Straßenradrennfahrer
- Lloyd, Rhys, Baron Lloyd of Kilgerran (1907–1991), britischer Politiker und Rechtsanwalt
- Lloyd, Richard (1945–2008), britischer Rennfahrer und Motorsportteam-Inhaber
- Lloyd, Richard (* 1951), US-amerikanischer Gitarrist und Songwriter
- Lloyd, Robert (* 1940), britischer Opernsänger (Bass)
- Lloyd, Russell (1916–2008), britischer Filmeditor
- Lloyd, Ruth Smith (1917–1995), US-amerikanische Zoologin und Hochschullehrerin
- Lloyd, Sabrina (* 1970), US-amerikanische Schauspielerin
- Lloyd, Sam (1963–2020), US-amerikanischer Schauspieler und Musiker walisischer HerkunftSam Lloyd (1963–2020)

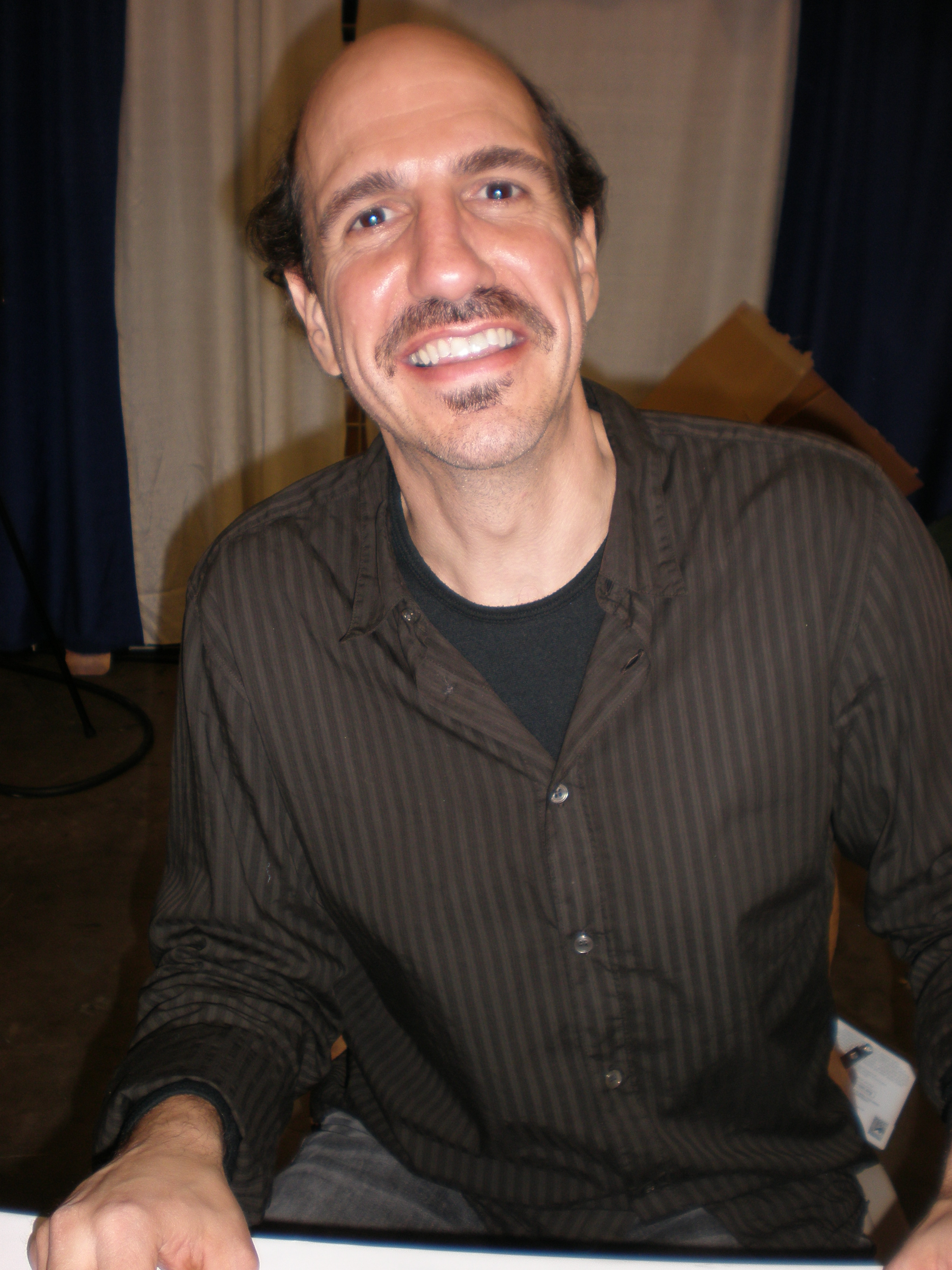
Sam Lloyd (1963–2020)

- Lloyd, Selwyn (1904–1978), britischer Politiker
- Lloyd, Seth (* 1960), US-amerikanischer Quanteninformatiker
- Lloyd, Seton (1902–1996), britischer Vorderasiatischer Archäologe
- Lloyd, Shereefa (* 1982), jamaikanische Sprinterin
- Lloyd, Sherman P. (1914–1979), US-amerikanischer Politiker
- Lloyd, Sue (1939–2011), britische Schauspielerin
- Lloyd, Suzanne (* 1934), kanadische Schauspielerin
- Lloyd, Terry (1952–2003), britischer Fernsehjournalist, der sich auf den Nahen Osten spezialisiert hatte
- Lloyd, Tony (1950–2024), britischer Politiker (Labour Party), Unterhausabgeordneter
- Lloyd, Walt, US-amerikanischer Kameramann
- Lloyd, Wesley (1883–1936), US-amerikanischer Politiker
- Lloyd, William Frederick (1864–1937), kanadischer Politiker
- Lloyd, Woodrow Stanley (1913–1972), kanadischer Politiker
- Lloyd-Gonzalez, Steven (* 1971), britischer Orchesterdirigent
- Lloyd-Hughes, Ben (* 1988), britischer Schauspieler
- Lloyd-Jones, David (1934–2022), britischer Dirigent
- Lloyd-Jones, David, Lord Lloyd Jones (* 1952), britischer Richter und Rechtswissenschaftler
- Lloyd-Jones, Hugh (1922–2009), britischer Altphilologe
- Lloyd-Jones, Martyn (1899–1981), britischer (walisischer) Evangelist, Prediger und Autor
- Lloyd-Jones, Vincent (1901–1986), walisischer Richter
- Lloyd-Pack, Roger (1944–2014), britischer SchauspielerRoger Lloyd-Pack (1944–2014)

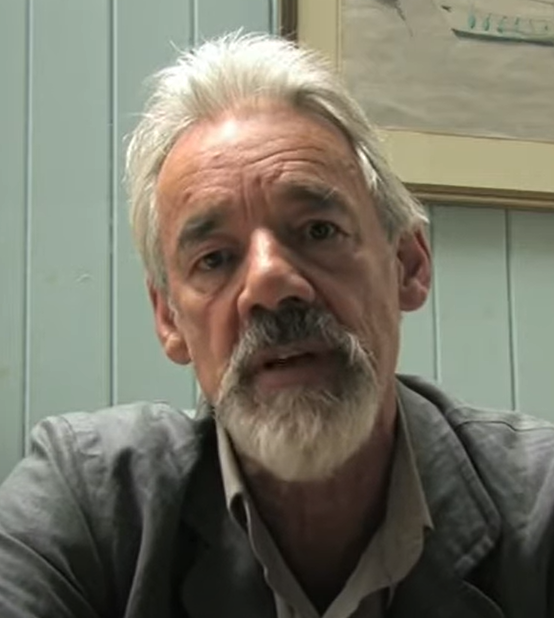
Roger Lloyd-Pack (1944–2014)

- Lloyd-Roberts, Sue (1950–2015), britische Fernsehjournalistin
- Lloyd-Verney, Gerald (1900–1957), britischer Generalmajor
- Lloyd-Walter, Dominique (* 1981), englische Squashspielerin

### Llu
- Lluch y Garriga, Joaquín (1816–1882), spanischer Karmelit und Kardinal, sowie Erzbischof von Sevilla
- Lluch, Miguel (1922–2016), spanischer Regisseur
- Llugiqi, Arian (* 2002), kosovarisch-deutscher Fußballspieler
- Lluís Valette, Lilou (* 2006), spanische Synchronschwimmerin
- Lluis, André (* 1910), französischer Jazzmusiker
- Lluís, Joan-Lluís (* 1963), französisch-katalanischer Schriftsteller und Journalist
- Llull, Ramon († 1316), katalanischer Philosoph, Logiker und Theologe
- Llull, Sergio (* 1987), spanischer Basketballspieler
- Llunas, Marcos (* 1971), spanischer Sänger und Komponist
- Llupià, Hug de († 1427), Bischof von Tortosa und Bischof von Valencia

### Llw
- Llwyd, Angharad (1780–1866), walisische Antiquarin und Altertumsforscherin
- Llwyd, Elfyn (* 1951), walisischer Politiker (Plaid Cymru), Mitglied des House of Commons

### Lly
- Llywarch ap Trahern, König von Arwystli (Wales)
- Llywelyn ab Iorwerth (1173–1240), Fürst von Gwynedd in Nordwales
- Llywelyn ab Owain, Lord von Deheubarth in Südwales
- Llywelyn ap Gruffydd († 1282), Fürst von Gwynedd in Nordwales, zeitweise als Fürst von (ganz) Wales anerkanntLlywelyn ap Gruffydd († 1282)

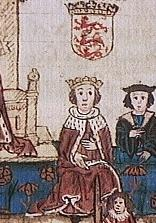
Llywelyn ap Gruffydd († 1282)

- Llywelyn ap Merfyn († 942), König des walisischen Königreichs Powys
- Llywelyn ap Seisyll († 1023), König von Deheubarth und Gwynedd
- Llywelyn Bren († 1318), walisischer Adliger und Rebellenführer
- Llywelyn, Dafydd (1939–2013), walisischer Komponist, Pianist, Dirigent und Pädagoge